# River Lyne (River Esk)
Der River Lyne ist ein Wasserlauf in Cumbria, England. Er entsteht aus dem Zusammenfluss von Black Lyne und White Lyne und fließt in südlicher bzw. westlicher Richtung bis zu seiner Mündung in den River Esk nordöstlich der Brücke des M6 motorway über den River Esk.